# J. Allen Frear, Jr.
J. Allen Frear, Jr. (Rising Sun-Lebanon, 1903. március 7. – Dover, 1993. január 15.) az Amerikai Egyesült Államok szenátora (Delaware, 1949–1961).